# Levain Cup-Sudamericana Final
A Levain Cup-Sudamericana Final, oficialmente J.League YBC Levain Cup/CONMEBOL Sudamericana Final e anteriormente Copa Suruga Bank, foi uma competição oficial da Confederação Sul-Americana de Futebol (CONMEBOL) em parceria com a Associação de Futebol do Japão (JFA). O torneio foi patrocinado pelo Banco Suruga desde seu início, em 2008, até a edição de 2018. Meses antes da edição de 2019, que acabaria sendo a última, a empresa japonesa removeu o apoio e deixou de nomear a competição.
A disputa surgiu como um laço entre a CONMEBOL e a JFA para o desenvolvimento do futebol no Japão. Era realizada em jogo único, envolvendo os campeões da Copa Sul-Americana e da Copa da Liga Japonesa do ano anterior, sendo sempre disputada na cidade da equipe japonesa.
O regulamento do torneio permitia fazer seis substituições, o que divergia das normas da Federação Internacional de Futebol (FIFA), que apenas em 2020 permitiria um máximo de cinco trocas. Apesar disto, a CONMEBOL lhe lista dentre suas competições oficiais.
O recordista de títulos é o Kashima Antlers, que conquistou as edições de 2012 e 2013.

## História
No Japão, existem três torneios de máxima categoria, os dois primeiros (Campeonato Japonês de Futebol e a Copa do Imperador) oferecem vagas para a competição de clubes mais importante da Ásia, a Liga dos Campeões da AFC, mas a Copa da Liga Japonesa não oferecia vaga a nenhum torneio. Por este motivo, o presidente da JFA, Saburo Kawabuchi, junto com Kenji Onitake, propuseram ao então presidente da CONMEBOL, Nicolás Leoz, e a Eduardo Deluca a criação de uma competição na qual se enfrentariam os campeões da Copa da Liga Japonesa e da Copa Sul-Americana.

### 2008–2018 (Copa Suruga Bank)
A edição inaugural foi disputada em 30 de julho de 2008 na cidade de Osaka, onde enfrentaram-se o time local, o Gamba Osaka, e o Arsenal de Sarandí da Argentina. A equipe sul-americana ganhou por 1–0 convertendo-se assim na primeira equipe ganhadora da competição.
Na edição de 2009, no Estádio Big Eye, o Internacional sagrou-se campeão após derrotar o Oita Trinita por 2–1, tornando-se a primeira equipe brasileira ganhadora da competição.
Na edição de 2010, pela primeira vez uma equipe japonesa ganhou a Copa Suruga, o FC Tokyo, após empatar em 2–2, venceu nos pênaltis por 4–3 a LDU de Quito. No mesmo dia da final, as duas associações renovaram o contrato que terminaria em 2011 e ampliaram a competição por mais 5 anos.
Na edição de 2011 se enfrentaram o Júbilo Iwata, ganhador da Copa da Liga Japonesa de 2011, contra Independiente, campeão da Copa Sul-Americana de 2010. No tempo normal o jogo acabou empatado em 2–2. A equipe japonesa foi a vencedora após vencer por 4–2 nos pênaltis.
A edição de 2012 foi disputada pelo Kashima Antlers, campeão da Copa da Liga Japonesa de 2012 contra o Universidad de Chile, campeão da Copa Sul-Americana de 2011 no dia 1 de agosto. No tempo regulamentar, empate em 2–2. Nos pênaltis, a equipe japonesa levou a melhor e fez 7–6, ficando com o título.
A edição de 2013 contou com a segunda participação de um brasileiro, após três anos sem nenhum representante. O São Paulo enfrentou o Kashima Antlers, campeão da Copa da Liga Japonesa de 2013, a partida ocorreu em 7 de agosto. O resultado final foi de 3–2 a favor do Kashima Antlers coroando-se como o primeiro bicampeão da competição.
A edição de 2014, novamente contou com uma equipe Argentina, o campeão da Copa Sul-Americana de 2013, Lanús enfrentou o Kashiwa Reysol, campeão da Copa da Liga Japonesa de 2013. O resultado foi 2–1 para o Kashiwa, com um pênalti faltando três minutos para o fim da partida.
Na edição de 2015 se enfrentaram o Gamba Osaka, campeão da Copa da Liga Japonesa de 2014 contra o River Plate, campeão da Copa Sul-Americana de 2014. No dia 11 de agosto, o River Plate conquistou a Copa Suruga Bank após ganhar de 3–0.
Na edição de 2016, pela primeira vez houve a participação de uma equipe colombiana, o Independiente Santa Fe, campeão da Copa Sul-Americana de 2015, contra o campeão japonês Kashima Antlers. A partida acabou em 1–0 a favor dos colombianos. Desta forma, o Santa Fe se converteu na primeira equipe de seu país a ser campeão da competição, além disso, também conseguiu ser o primeiro clube colombiano a levantar um troféu fora do continente americano.
Na edição de 2017 se enfrentaram o Urawa Red Diamonds, campeão da Copa da Liga Japonesa de 2016 contra Chapecoense, campeã da Copa Sul-Americana de 2016. O time japonês sagrou-se campeão ao derrotar a equipe brasileira por 1–0, com um gol de pênalti polêmico faltando dois minutos para finalizar a partida.
Na edição de 2018, o torneio foi realizado entre Cerezo Osaka, campeão da Copa da Liga Japonesa de 2017, e pelo Independiente, campeão da Copa Sul-Americana de 2017, em 8 de agosto, com o time argentino ficando com o título após vitória por 1–0. O Osaka entrou em campo sem nenhum titular.

### 2019 (J.League YBC Levain Cup/CONMEBOL Sudamericana Final)
A edição 2019 do torneio foi a primeira sem o apoio do Banco Suruga, que precisou remover o patrocínio após ter sido flagrado num escândalo de corrupção no Japão, o que levou a competição a ser rebatizada e oficialmente chamada de "J.League YBC Levain Cup/CONMEBOL Sudamericana Final". O confronto entre as equipes do Athletico Paranaense e Shonan Bellmare ocorreu no dia 7 de agosto de 2019, com vitória do time brasileiro por 4–0, o placar mais elástico dentre todas as edições. Noticiando a conquista paranaense, a CONMEBOL a referiu apenas como "Levain Cup".

## Títulos

### Por clubes
| Equipes              | Títulos        | Vices          |
| -------------------- | -------------- | -------------- |
| Kashima Antlers      | 2 (2012, 2013) | 1 (2016)       |
| Independiente        | 1 (2018)       | 1 (2011)       |
| Arsenal de Sarandí   | 1 (2008)       | 0              |
| Internacional        | 1 (2009)       | 0              |
| FC Tokyo             | 1 (2010)       | 0              |
| Júbilo Iwata         | 1 (2011)       | 0              |
| Kashiwa Reysol       | 1 (2014)       | 0              |
| River Plate          | 1 (2015)       | 0              |
| Santa Fe             | 1 (2016)       | 0              |
| Urawa Red Diamonds   | 1 (2017)       | 0              |
| Athletico Paranaense | 1 (2019)       | 0              |
| Gamba Osaka          | 0              | 2 (2008, 2015) |
| Oita Trinita         | 0              | 1 (2009)       |
| LDU Quito            | 0              | 1 (2010)       |
| Universidad de Chile | 0              | 1 (2012)       |
| São Paulo            | 0              | 1 (2013)       |
| Lanús                | 0              | 1 (2014)       |
| Chapecoense          | 0              | 1 (2017)       |
| Cerezo Osaka         | 0              | 1 (2018)       |
| Shonan Bellmare      | 0              | 1 (2019)       |

### Por país
| País      | Títulos | Vices |
| --------- | ------- | ----- |
| Japão     | 6       | 6     |
| Argentina | 3       | 2     |
| Brasil    | 2       | 2     |
| Colômbia  | 1       | 0     |
| Chile     | 0       | 1     |
| Equador   | 0       | 1     |

### Por confederação
| Confederação | Títulos | Vices |
| ------------ | ------- | ----- |
| JFA          | 6       | 6     |
| CONMEBOL     | 6       | 6     |

## Artilheiros

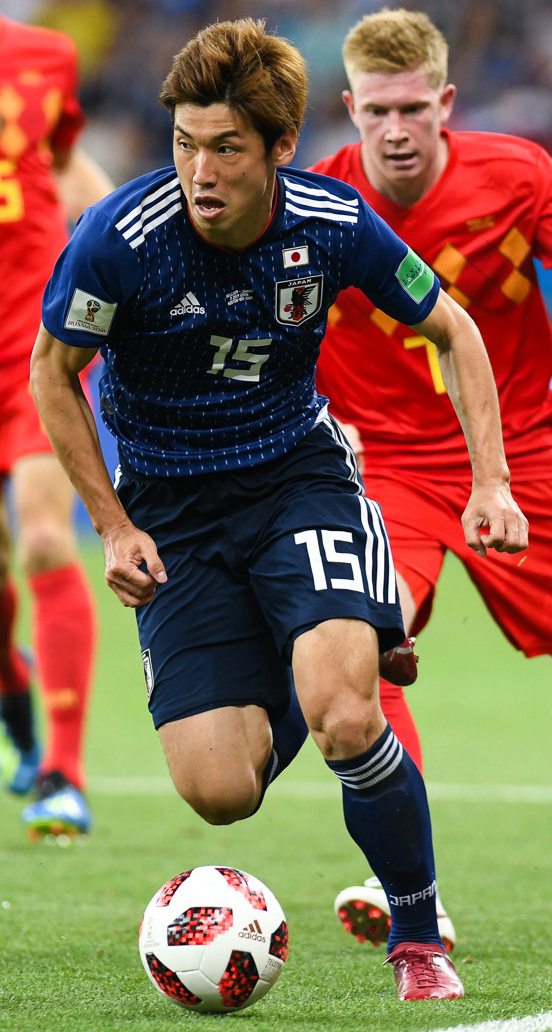
O japonês Yuya Osako é o maior artilheiro da história da competição, assim como o maior artilheiro em uma mesma edição (2013)

| Edição | Futebolista(s)     | Clube                | Gols |
| ------ | ------------------ | -------------------- | ---- |
| 2008   | Carlos Casteglione | Arsenal de Sarandí   | 1    |
| 2009   | Alecsandro         | Internacional        | 1    |
| 2009   | Andrézinho         | Internacional        | 1    |
| 2009   | Keigo Higashi      | Oita Trinita         | 1    |
| 2010   | Sōta Hirayama      | FC Tokyo             | 1    |
| 2010   | Masashi Oguro      | FC Tokyo             | 1    |
| 2010   | Hernán Barcos      | LDU de Quito         | 1    |
| 2010   | Patricio Urrutia   | LDU de Quito         | 1    |
| 2011   | Eduardo Tuzzio     | Independiente        | 1    |
| 2011   | Facundo Parra      | Independiente        | 1    |
| 2011   | Tomoyuki Arata     | Júbilo Iwata         | 1    |
| 2012   | Daiki Iwamasa      | Kashima Antlers      | 1    |
| 2012   | Renato Cajá        | Kashima Antlers      | 1    |
| 2012   | Charles Aránguiz   | Universidad de Chile | 1    |
| 2013   | Yuya Osako         | Kashima Antlers      | 3    |
| 2014   | Kaoru Takayama     | Kashiwa Reysol       | 1    |
| 2014   | Leandro            | Kashiwa Reysol       | 1    |
| 2014   | Leandro Somoza     | Lanús                | 1    |
| 2015   | Carlos Sánchez     | River Plate          | 1    |
| 2015   | Gabriel Mercado    | River Plate          | 1    |
| 2015   | Gonzalo Martínez   | River Plate          | 1    |
| 2016   | Humberto Osorio    | Santa Fe             | 1    |
| 2017   | Yuki Abe           | Urawa Red Diamonds   | 1    |
| 2018   | Silvio Romero      | Independiente        | 1    |
| 2019   | Braian Romero      | Athletico Paranaense | 1    |
| 2019   | Marcelo Cirino     | Athletico Paranaense | 1    |
| 2019   | Rony               | Athletico Paranaense | 1    |
| 2019   | Thonny Anderson    | Athletico Paranaense | 1    |